# Inika McPherson
Inika McPherson (Galveston, 29 settembre 1986) è un'altista statunitense.
I suoi primati di specialità sono di 1,96 m, stabilito outdoor, e di 1,94, realizzato indoor.

## Biografia
Il 29 giugno 2014, a Sacramento, si rende autrice di una grande prestazione ai campionati statunitensi dominando la prova del salto in alto con una misura di 2,00 metri e migliorando di 4 centimetri il suo primato personale. Con tale prestazione diviene la nona donna della storia a sorvolare i 2 metri e la prima alta dai 165 cm in giù a riuscirci.
Il momento di gloria della McPherson, tuttavia, è subito macchiato dalla sua positività alla benzoilecgonina (metabolite della cocaina), nel mese di luglio. L'atleta texana riceve così una squalifica di 21 mesi a partire dal 27 luglio, con pena lievemente ridotta a seguito della conferma che la sostanza non era stata utilizzata per migliorare le prestazioni sportive. Le viene di conseguenza annullato il primato personale di 2,00 m, nonché il record mondiale del differenziale della specialità (35 cm), che deteneva in comproprietà con la campana Antonietta Di Martino.
Torna a competere a partire da marzo 2016.

### Vita personale
Oltre che per la sua carriera sportiva, Inika McPherson si è contraddistinta anche per il suo aspetto stravagante; si presenta con numerosi tatuaggi e piercing ed è nota esibire acconciature particolari durante le gare.
Apertamente lesbica, dal 2014 è in una relazione con la velocista Regina George.

## Progressione

### Salto in alto
| Stagione | Misura | Luogo          | Data      | Rank. Mond. |
| -------- | ------ | -------------- | --------- | ----------- |
| 2018     | 1,92 m | Des Moines     | 23-6-2018 |             |
| 2017     | 1,96 m | Madrid         | 14-7-2017 |             |
| 2016     | 1,94 m | Rio de Janeiro | 18-8-2016 |             |
| 2014     | 1,96 m | Des Moines     | 26-4-2014 |             |
| 2013     | 1,92 m | Saint-Denis    | 6-7-2013  |             |
| 2013     | 1,92 m | Des Moines     | 22-6-2013 |             |
| 2012     | 1,95 m | Walnut         | 21-4-2012 |             |
| 2011     | 1,95 m | El Paso        | 22-5-2011 |             |
| 2009     | 1,83 m | Palo Alto      | 18-4-2009 |             |
| 2008     | 1,78 m | Berkeley       | 12-4-2008 |             |
| 2007     | 1,84 m | Eugene         | 25-5-2007 |             |
| 2006     | 1,78 m | Austin         | 8-4-2006  |             |
| 2005     | 1,88 m | Humble         | 30-4-2005 |             |
| 2004     | 1,83 m | Austin         | 14-5-2004 |             |
| 2003     | 1,72 m | Austin         | 4-4-2003  |             |
| 2002     | 1,83 m | Lincoln        | 9-3-2002  |             |

### Salto in alto indoor
| Stagione | Misura | Luogo           | Data      | Rank. Mond. |
| -------- | ------ | --------------- | --------- | ----------- |
| 2018/19  | 1,85 m | New York        | 9-2-2019  |             |
| 2017/18  | 1,91 m | Albuquerque     | 18-2-2018 |             |
| 2016/17  | 1,88 m | Albuquerque     | 5-3-2017  |             |
| 2016/17  | 1,88 m | Łódź            | 16-2-2017 |             |
| 2013/14  | 1,94 m | Houston         | 14-2-2014 |             |
| 2012/13  | 1,89 m | Albuquerque     | 3-3-2013  |             |
| 2011/12  | 1,87 m | Albuquerque     | 26-2-2012 |             |
| 2008/09  | 1,83 m | College Station | 13-3-2009 |             |
| 2006/07  | 1,83 m | Fayetteville    | 9-3-2007  |             |
| 2005/06  | 1,80 m | Fayetteville    | 11-2-2006 |             |
| 2004/05  | 1,81 m | New York        | 11-3-2005 |             |

## Palmarès
| Anno | Manifestazione      | Sede           | Evento        | Risultato | Prestazione | Note |
| ---- | ------------------- | -------------- | ------------- | --------- | ----------- | ---- |
| 2004 | Mondiali U20        | Grosseto       | Salto in alto | 11ª       | 1,75 m      |      |
| 2007 | Giochi panamericani | Rio de Janeiro | Salto in alto | 11ª       | 1,78 m      |      |
| 2011 | Mondiali            | Taegu          | Salto in alto | 26ª (q)   | 1,80 m      |      |
| 2012 | Mondiali indoor     | Istanbul       | Salto in alto | nm (q)    | nm (q)      |      |
| 2013 | Mondiali            | Mosca          | Salto in alto | 17ª (q)   | 1,88 m      |      |
| 2014 | Mondiali indoor     | Sopot          | Salto in alto | 12ª (q)   | 1,92 m      |      |
| 2016 | Giochi olimpici     | Rio de Janeiro | Salto in alto | 10ª       | 1,93 m      |      |
| 2017 | Mondiali            | Londra         | Salto in alto | 9ª        | 1,92 m      |      |
| 2018 | Mondiali indoor     | Birmingham     | Salto in alto | 7ª        | 1,84 m      |      |
| 2019 | Mondiali            | Doha           | Salto in alto | 18ª (q)   | 1,85 m      |      |